# Hymenia
Hymenia là một chi bướm đêm thuộc họ Crambidae.

## Các loài
- Hymenia lophoceralis (Hampson, 1912)
- Hymenia nigerrimalis (Hampson, 1900)
- Hymenia perspectalis (Hübner, 1796)